# Montenegros demografi
Montenegro har en befolkning på 620 145 enligt folkräkningen i november år 2003.
Montenegrinerna och den närbesläktade folkgruppen serberna utgör de två största befolkningsgrupperna i landet.
En av de största överraskningarna då resultatet av undersökningen offentliggjordes var den stora nedgången av antalet personer som uppgav montenegrinsk nationalitet. Många invånare i Montenegro har en dubbel identitetsregistrering, både serbisk och montenegrinsk. Tidigare har merparten av dessa i övervägande grad uppgivit montenegrinsk etnisk tillhörighet, medan omkring 140 000 fler personer än i undersökningen 1991 nu uppger att de uppfattar sig som serber (57 453 personer uppgav serbisk etnisk tillhörighet vid undersökningen 1991 och 380 467 personer montenegrinsk). Denna ambivalensen kan endast uppfattas som en reaktion på de starka självständighetskraven till landets myndigheter.

## Etniska grupper i landet
Vid folkräkningen i november 2003 uppgav befolkningen att de hade följande etniska tillhörighet:
- 267 669 personer (43,16 %) är montenegriner.
- 198 414 personer (31,99 %) är serber.
- 48 184 personer (7,77 %) är bosniaker.
- 31 163 personer (5,03 %) är albaner.
- 24 625 personer (3,97 %) är muslimer.
- 6 811 personer (1,10 %) är kroater.
- 6,98% av befolkningen var av annat ursprung eller ville inte svara på frågan.

## Befolkningsgrupper i kommunerna
Montenegrinerna utgör den största befolkningsgruppen i nio kommuner (opštine):

Cetinje har 91 % montenegriner, Danilovgrad 68%, Nikšić 62%, Podgorica 57%, Mojkovac 55%, Kolašin 51%, Bar (47%), Kotor (46%) och Budva (45%).
Serberna utgör den största befolkningsgruppen i sju kommuner:

Andrijevica (70%), Plužine (61%), Pljevlja (60%), Herceg Novi (53%), Žabljak (50%), Berane (47%) och Bijelo Polje (40%).
Montenegrinerna och serberna är jämnstora i Šavnik där de bägge grupperna utgör 47% av befolkningen.
Kommunen Ulcinj består av 72% albaner. Detta är den enda kommunen där albanerna är i absolut majoritet. Bosniakerna är i absolut majoritet i Rožaje (82%) och är den största befolkningsgruppen i Plav (49%). Bijelo Polje har en betydande bosniakisk minoritet (23%). Det samma gäller i Berane (16%). Bijelo Polje har också en stor muslimsk minoritet på 16%.
Tivat och Biljelo Polje är de kommuner med mest heterogen befolkningssammansättning i landet. I Tivat utgör serberna 35%, montenegrinerna 30% och kroaterna 20% av befolkningen. I Bijelo Polje utgör serberna 40%, bosniakerna 23%, montenegrinerna 18% och muslimerna 16% av befolkningen.